# Anna Zerr

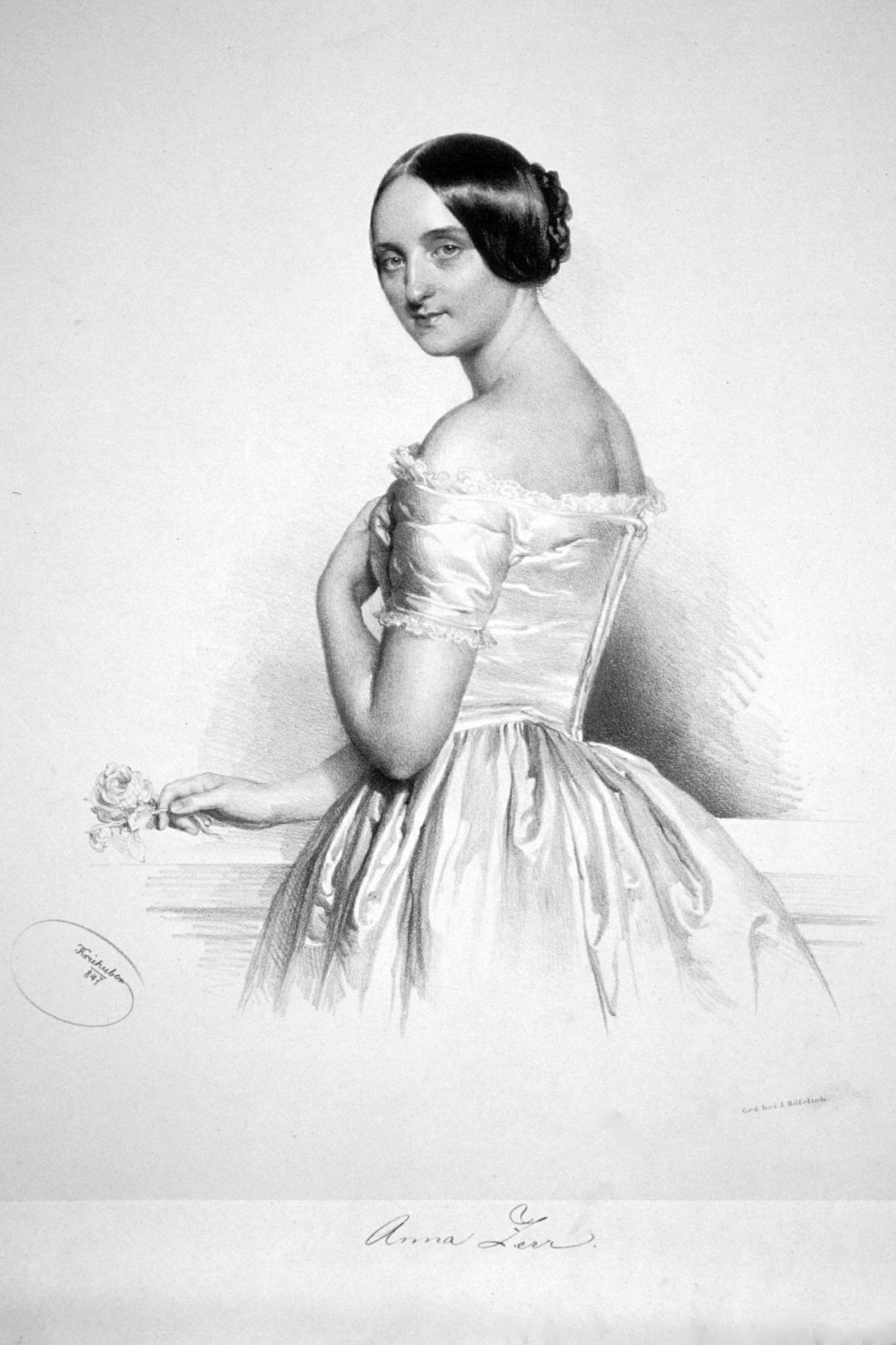
Anna Zerr, Lithographie von Josef Kriehuber, 1847

Anna Zerr (* 26. Juli 1822 in Baden-Baden; † 14. Juni 1881 in Winterbach) war eine deutsche Opernsängerin (Sopran).

## Leben
Zerr war eine Tochter des Organisten und Musiklehrers Joseph Zerr, von dem sie auch ihren ersten künstlerischen Unterricht bekam. Später kam sie in den Chor der Klosterschule Lichtenthal, wo sie mit 12 Jahren als Solistin eine Mozart-Messe a la vista sang. Anschließend wurde sie Schülerin bei Emma Vigano.
Während dieser Zeit wurde Großherzogin Stéphanie de Beauharnais auf Zerr aufmerksam und förderte sie nach allen Kräften. Auf großherzogliche Kosten konnte Zerr nach Paris ans Konservatorium gehen, um dort bei Marco Bordogni zu lernen.
Zerr kehrte 1839 in ihre Heimatstadt zurück und bestritt dort ein sensationelles Debüt am Großherzoglichen Hoftheater. Sie sang die „Amina“ in Vincenzo Bellinis Schlafwandlerin. Anschließend wurde sie vom Hoftheater in Karlsruhe unter Vertrag genommen. Dort blieb sie bis 1846. Während dieser Zeit unternahm sie einige aufsehenerregende Gastspielreisen durch Deutschland und den Niederlanden. In Amsterdam hörte sie der Sänger Franz Wild, der alles daran setzte, Zerr an das Burgtheater zu engagieren. Sie wurde 1846 nach Wien engagiert und kam dort ans Theater am Kärntnertor. Einer ihrer größten Erfolge war dort ihr Auftritt als „Martha“ in Friedrich von Flotows gleichnamiger Oper. 1848 wurde sie mit 26 Jahren zur k.k. Kammersängerin ernannt.
Während dieses Engagements unternahm Zerr immer wieder vielbeachtete Gastspielreisen ins Ausland. 1851 sang sie anlässlich der Weltausstellung in London vor dem englischen Hof. Als Lord Stuart sie bat, ungarische Flüchtlinge zu unterstützen, willigte sie ein, ein Benefizkonzert zu veranstalten. Die Flüchtlinge waren aber Parteigänger Lajos Kossuths, der sich gegen den absolutistischen Herrschaftsanspruch der Habsburger gestellt hatte. Zerr sagte ihren versprochenen Auftritt in letzter Minute wegen einer Erkrankung ab, doch auf Befehl Kaiser Ferdinand I. wurde ihr der Titel Kammersängerin mit sofortiger Wirkung aberkannt und ihr Vertrag mit der k.k. Hofoper wurde am 3. August 1851 mit sofortiger Wirkung gekündigt.
Der k.k. Oberstkämmerer Graf Karl von Lanckoroński-Brzezie teilte Zerr mit:
„Der Anna Zerr ist das Dekret als Kammersängerin, welchen Titels sie verlustig ist, abzunehmen. Der bestehende Kontrakt, demzufolge sie beim k.k. Operntheater bis April 1852 engagiert ist, bleibt der ihr zugesicherten Genüsse in Wirksamkeit, doch darf sie unter keinem Vorwande auf diesem Hoftheater weder in einer Oper, noch in einem Konzerte auftreten. Daß sie in dieser Zeit auf keiner anderen Bühne singe, liegt in der Macht der Administration des Operntheaters, die ihr dazu von Fall zu Fall die Erlaubniß erteilen müßte, welches ihr natürlich in keinem denkbaren Fall gegeben wird.“

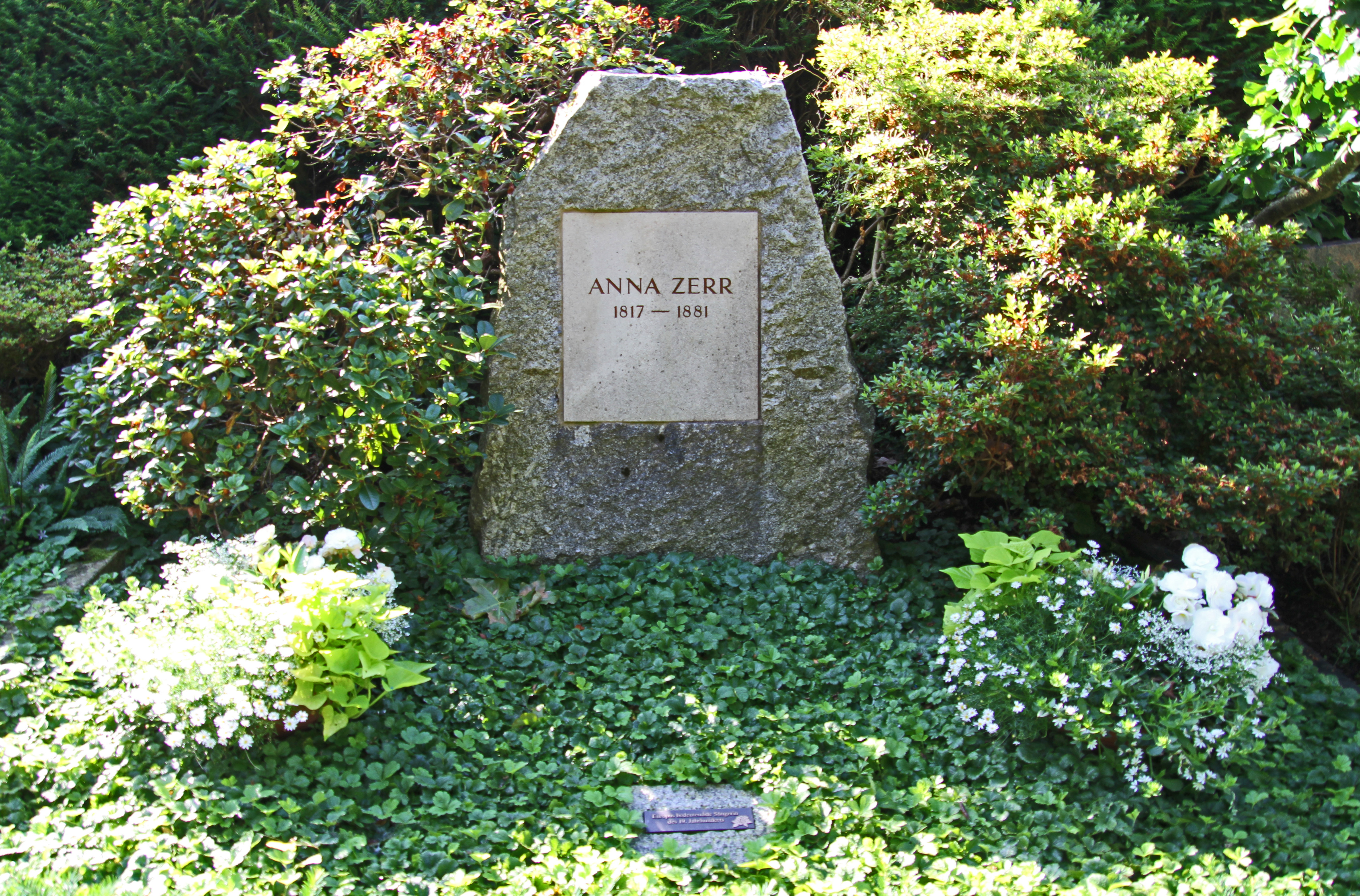
Grab auf dem Hauptfriedhof Baden-Baden

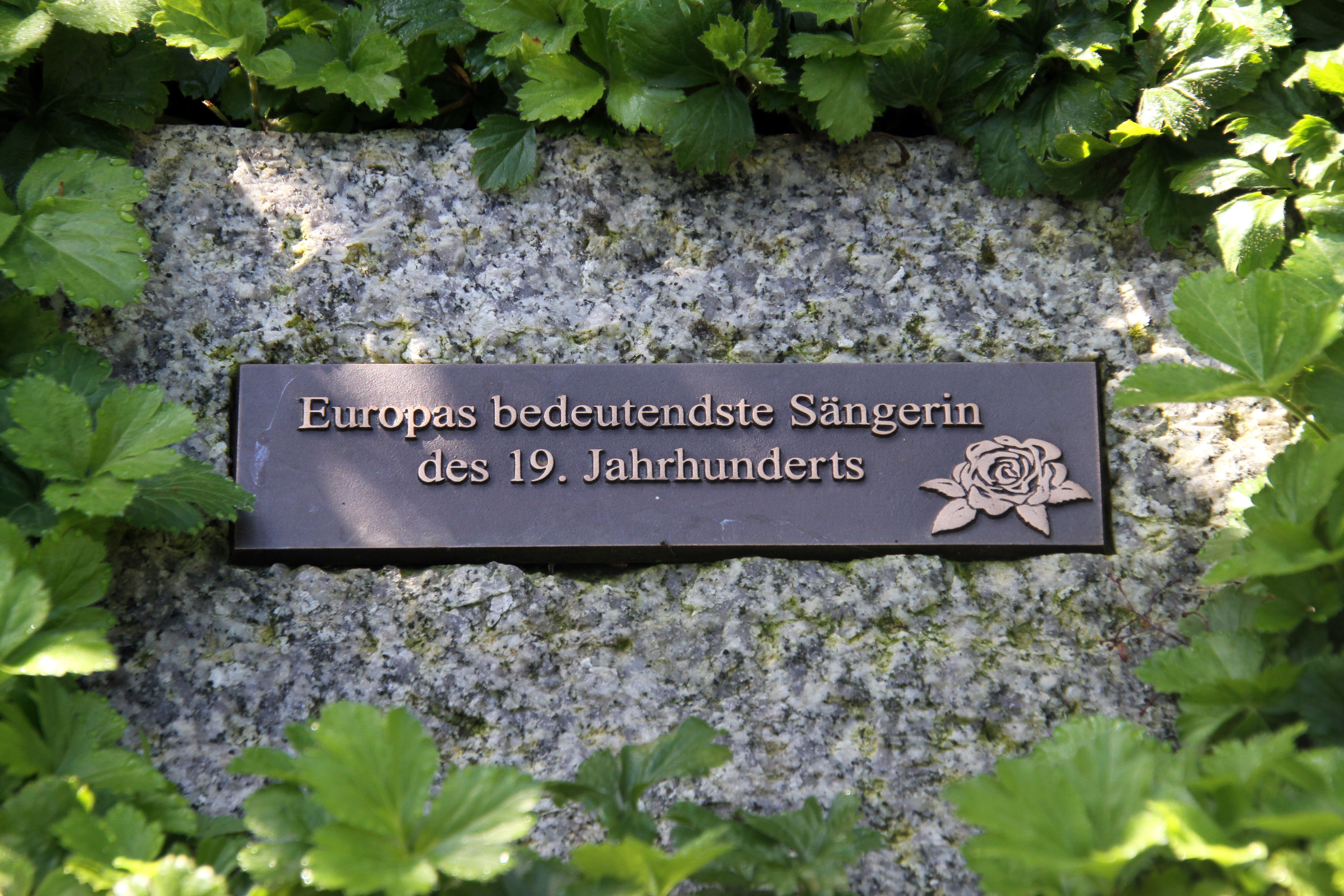

Zu dieser Zeit galt Anna Zerr bereits als „Superstar“. Presse wie auch das Publikum nannten sie in Anlehnung an Jenny Lind „die schwäbische Nachtigall“ oder verglichen sie mit Mlle Rachel, „als Rachel der Oper“. Das Auftrittsverbot in Österreich traf sie deshalb nicht wirklich hart. Sie unternahm teilweise mit einem eigenen Orchester ausgedehnte Tourneen u. a. nach London, New York, Los Angeles, Mexiko-Stadt, Rio de Janeiro und Havanna. Sie kehrte nach Karlsruhe zurück und heiratete 1858. Ab dieser Zeit trat sie immer seltener auf und zog sich bald völlig von der Bühne zurück.
Sechs Wochen vor ihrem 59. Geburtstag starb Anna Zerr am 14. Juni 1881 und fand ihre letzte Ruhestätte auf dem Hauptfriedhof in Baden-Baden.

## Rollen
- Amina – La sonnambula (Vincenzo Bellini)
- Lucia – Lucia di Lammermoor (Gaetano Donizetti)
- Königin – Die Hugenotten (Giacomo Meyerbeer)
- Martha – Martha (Friedrich von Flotow)
- Königin der Nacht – Die Zauberflöte (Wolfgang Amadeus Mozart)